# Provincia de Gävleborg
La provincia de Gävleborg (en sueco: Gävleborgs län) está situada al este de Suecia. Está constituida por diez municipios (en sueco, kommuner).

## Geografía
El condado comprende los territorios de Gästrikland (excepto una pequeña parte de la parroquia de Söderfors) y Hälsingland (excepto las parroquias de Ytterhogdals y Ängersjö). El condado de Gävleborg también incluye una pequeña parte de Dalarna, la parroquia de Hamra (Orsa finnmark) en el municipio de Ljusdal. El condado de Gävleborg está formado administrativamente por diez municipios.

## Política y Gobierno
El condado de Gävleborg se estableció en 1762 cuando se separó del condado de Västernorrland.  El principal objetivo de la Junta Administrativa del Condado es cumplir con los objetivos establecidos por la política nacional por el Riksdag y el Gobierno, coordinar los intereses y promover el desarrollo del condado, establecer metas regionales y salvaguardar el debido proceso legal en el manejo de cada caso. La Junta Administrativa del Condado es una agencia gubernamental dirigida por un gobernador. Consulte la lista de gobernadores de Gävleborg.
El consejo del condado de Gävleborg o Región Gävleborg.

## Municipios

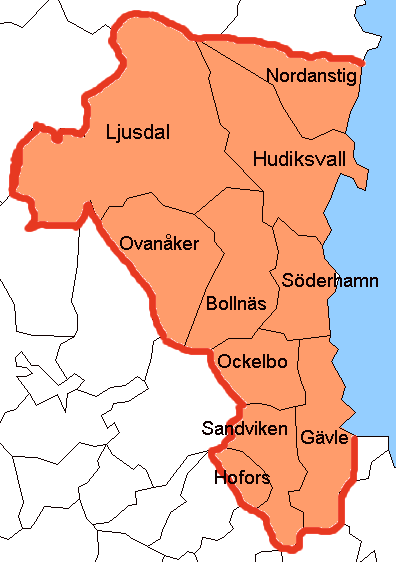
División municipal de Gävleborg.

En Gestricia (Gästrikland):
- Gävle
- Hofors
- Ockelbo
- Sandviken

En Helsingia (Hälsingland):
- Bollnäs
- Hudiksvall
- Ljusdal
- Nordanstig
- Ovanåker
- Söderhamn